# 哈尔芬
哈尔芬是德国巴伐利亚州的一个市镇。总面积22.80平方公里，总人口2666人，其中男性1298人，女性1368人（2011年12月31日），人口密度117人/平方公里。